# Resolution 1706 des UN-Sicherheitsrates
Die Resolution 1706 des UN-Sicherheitsrates wurde vom Sicherheitsrat der Vereinten Nationen am 31. August 2006 auf seiner 5519. Sitzung einstimmig angenommen; die Volksrepublik China, Katar und die Russische Föderation enthielten sich. Die Resolution beschließt die Entsendung von UN-Truppen in die Krisenregion Darfur in Sudan.
In der Resolution wird allerdings die Zustimmung Sudans als Voraussetzung für die Entsendung von rund 20.000 UN-Soldaten und Polizei-Einheiten genannt, die die AU-Truppen in Darfur ersetzen sollen, da deren Mandat Ende September 2006 endet. Die Resolution wurde auf Betreiben der Vetomächte Vereinigte Staaten und Vereinigtes Königreich zur Abstimmung gebracht, wobei die Staaten Volksrepublik China, Russland und Katar an der Abstimmung nicht teilnahmen. Sudan hatte bereits im Vorfeld der Abstimmung deutlich gemacht, dass er einer Entsendung von UN-Truppen nicht zustimmen wird und wiederholte seine Ablehnung nach Verabschiedung der Resolution erneut.